# Amt Burg (Spreewald)
Amt Burg (Spreewald) (baix sòrab Amtske Bórkowy (Błota)) és un amt (mancomunitat) del districte de Spree-Neiße, a Brandenburg, Alemanya. Té una extensió de 125,59 km² i una població de 9.756 habitants (2007). La seu és a Burg (Spreewald). El burgmestre és Ulrich Noack.

## Subdivisions
L'Amt Burg (Spreewald) és format pels municipis:
- Briesen – Brjaze
- Burg (Spreewald) – Bórkowy (Błota)
- Dissen-Striesow – Dešno-Strjažow
- Guhrow – Gory
- Schmogrow-Fehrow – Smogorjow-Prjawoz
- Werben – Wjerbno